# Andrew Little
Andrew Little (Enniskillen, 12 maggio 1989) è un ex calciatore nordirlandese, di ruolo attaccante.

## Palmarès

### Club

#### Competizioni nazionali
- Campionato scozzese: 3

Rangers: 2008-2009, 2009-2010, 2010-2011
- Coppa di Scozia: 1

Rangers: 2008-2009
- Coppa di Lega scozzese: 2

Rangers: 2009-2010, 2010-2011
- Scottish Third Division: 1

Rangers: 2012-2013
- Scottish League One: 1

Rangers: 2013-2014

### Individuale
- Capocannoniere della Scottish Third Division: 1

2012-2013 (22 reti)